# سانچوویزه
سانچوویزه (‎/ˌsændʒoʊˈveɪzi/‎ , همچنین UK: ‎/-dʒioʊˈ-, -dʒiəˈ-/‎، US: ‎/ˌsɑːn-, ˌsɑːndʒoʊˈviːz, -ˈviːs/‎ , ایتالیایی: [sandʒoˈve:ze]) یک رقم انگور قرمز ایتالیایی است که نام خود را از کلمه لاتین sanguis Jovis، به معنی "خون مشتری " گرفته‌است. این انگور بیشتر در مناطق مرکزی ایتالیا از رومانیا تا لاتزیو کاشته می‌شود و گسترده‌ترین انگور در توسکانی است.